# Andamiro
Originariamente fondata in Corea nel 1992 come Oksan Co. Ltd, la società cambiò nome in Andamiro nel 1999. Il gruppo ha la sua sede amministrativa a Seul.
La società è in particolare nota per la realizzazione del videogioco di simulazione Pump It Up.